# Глимбочелу
Глимбочелу (рум. Glâmbocelu) — село у повіті Арджеш в Румунії. Входить до складу комуни Богаць.
Село розташоване на відстані 87 км на північний захід від Бухареста, 21 км на схід від Пітешть, 119 км на північний схід від Крайови, 98 км на південь від Брашова.

## Населення
За даними перепису населення 2002 року у селі проживали 782 особи, з них 780 осіб (99,7%) румунів. Рідною мовою 780 осіб (99,7%) назвали румунську.